# Tasha Suri
Tasha Suri es una escritora británica de literatura fantástica que nació en Harrow, al noroeste de Londres. Creció en Londres y acabó estudiando inglés y escritura creativa en la Universidad de Warwick. Después de graduarse, vivió en Londres y ahora trabaja como bibliotecaria además de su trabajo como escritora.
Empire of Sand, la primera parte de su duología The Books of Ambha, fue nombrada como uno de los 100 mejores libros de fantasía de todos los tiempos por la revista Time y ganó el premio Sydney J. Bounds de la Sociedad Británica de Fantasía a mejor escritora novel de 2019. Ese mismo año fue nominada a los premios Astounding y Locus a la mejor primera novela. Vive con su familia en Londres. En 2022 ganó el premio a mejor novela de fantasía en los World Fantasy Awards por El Trono de Jazmín.

## Obras
Saga The Books of Ambha
- Empire of Sand (2018, Orbit).
- Realm of Ash (2019, Orbit).

Saga Reino en llamas
- El trono de Jazmín (2021, The Jasmine Throne).
- La espada de Hiedra (2022, The Oleander Sword).